# По дорозі до Голлівуду
«По дорозі до Голлівуду» (англ. Going Hollywood) — американський мюзикл режисера Рауля Волша 1933 року.

## Сюжет
Сільвія, вчителька французької в школі для дівчаток, вирушає до Голлівуду, почувши голос Білла «Біллі» Вільямса по радіо. Там вона влаштовується в хор, а потім робить спробу отримати роль у фільмі Біллі.

## У ролях
- Меріон Дейвіс — Сільвія Брюс
- Бінг Кросбі — Білл Вільямс
- Фіфі Д'Орсей — Лілі
- Стюарт Ервін — Ернест Р. Бейкер
- Нед Спаркс — Конрой
- Петсі Келлі — Джилл
- Боббі Вотсон — Томпсон

## Пісні
- «Going Hollywood» у виконанні Бінга Кросбі на залізничній станції
- «Our Big Love Scene» у виконанні Бінга Кросбі
- «Beautiful Girl» у виконанні Бінга Кросбі
- «Just an Echo in the Valley» у виконанні Бінга Кросбі
- «We'll Make Hay While the Sun Shines» у виконанні Бінга Кросбі, Меріон Дейвіс і хора
- «Cinderella's Fella» у виконанні Фіфі Д'Орсей і Меріон Дейвіс
- «Happy Days Are Here Again»
- «When the Moon Comes Over the Mountain» у виконанні Джиммі Голлівуд
- «You Call It Madness (But I Call It Love)» у виконанні Генрі Тейлор
- «Remember Me» у виконанні Джиммі Голлівуд
- «My Time Is Your Time» у виконанні Джиммі Голлівуд
- «After Sundown» у виконанні Бінга Кросбі
- «Temptation» у виконанні Бінга Кросбі